# Steve Peregrin Took
Steve Peregrin Took (eigenlijk Stephen Ross Porter, Eltham (Londen), 28 juli 1949 – Kensington en Chelsea (Londen), 27 oktober 1980) was een Engelse drummer en later een singer-songwriter. Hij is vooral bekend als lid van het duo Tyrannosaurus Rex met als partner Marc Bolan. Tyrannosaurus Rex werd later herdoopt in T. Rex, maar Took was toen al vertrokken.

## Voor Tyrannosaurus Rex
Tooks echte naam was Stephen Ross Porter. Hij ontleende zijn artiestennaam aan het personage Peregrin Took (in de Nederlandse vertaling Peregrijn Toek) uit Tolkiens literaire trilogie In de Ban van de Ring. Toen hij 17 was, speelde hij een paar maanden lang drums bij de modband The Waterproof Sparrows.
Marc Bolan zette kort na zijn vertrek bij John's Children in juni 1967 een advertentie in het popblad Melody Maker, waarin hij maats zocht voor een nieuw op te richten popgroep. Took was een van de mensen die reageerden. Uit de sollicitanten stelde Bolan een vijfmansformatie samen. Bolan had al een afspraak gemaakt voor een eerste concert, in de Electric Garden Club op 22 juli 1967. Omdat ze nauwelijks hadden geoefend, werd het een groot fiasco. Bolan besloot de bezetting te beperken tot een duo met Steve Took. Bolan zou zingen en akoestische gitaar spelen, Took zou zorgen voor de begeleiding op diverse slaginstrumenten.

## Tyrannosaurus Rex
Op 23 september 1967 maakten Bolan and Took hun debuut als duo in de Electric Garden Club: Bolan op akoestische gitaar en Took op bongo’s. Meer instrumenten hadden ze niet; beiden zaten aan de grond. Bolan zong en Took viel af en toe in. Bolans duistere teksten, in combinatie met de minimalistische bezetting van de groep, trokken al gauw de aandacht, en de groep werd gevraagd voor optredens in andere clubs. Het duo raakte populair bij de liefhebbers van underground-muziek. De diskjockey John Peel werd een onvermoeibaar promotor van hun muziek. De groep had nu ook geld om het instrumentarium uit te breiden. Op het toneel en op de platen speelde Took behalve bongo’s ook Afrikaanse trommels, kazoo, pixiphone (een speelgoed-xylofoon) en Chinese gong.
De eerste twee lp’s, My People Were Fair and Had Sky in Their Hair... But Now They're Content to Wear Stars on Their Brows en Prophets, Seers & Sages – The Angels of the Ages, beide van 1968, verkochten redelijk. De groep bracht ook twee singles uit: Debora en One Inch Rock. Die laatste plaat haalde de onderste regionen van de Engelse top dertig. Bolan leverde de surrealistische teksten, vol verwijzingen naar de Griekse en Perzische, maar ook zelf uitgevonden mythologie.
Op 29 juni 1968 trad het duo op bij een openluchtconcert in Hyde Park in Londen, samen met Pink Floyd, Roy Harper en Jethro Tull.
Bij hun derde lp, Unicorn van mei 1969, was het gebruikte instrumentarium uitgebreid met onder andere een speelgoedpiano, een harmonium en een violofoon. Bij de single King of the Rumbling Spires, die ongeveer tezelfdertijd gemaakt is, stapten ze over op het traditionele popinstrumentarium: Bolan speelde elektrische gitaar en Took drums en basgitaar. De relatie tussen de twee was inmiddels echter verslechterd. Ze leefden ook totaal verschillend. Marc Bolan leidde met zijn vriendin June Child een geregeld leven, terwijl Steve Peregrin Took zich te buiten ging aan druggebruik. Daar kwamen vele onderlinge irritaties bij. Took was begonnen eigen liedjes te schrijven, maar Bolan wilde ze niet uitvoeren. Took gaf ze cadeau aan andere bands en werkte in één geval ook actief mee aan een platenopname. Hij begon te schnabbelen. Hij maakte opnamen met Syd Barrett (die nooit zijn uitgebracht) en trad als achtergrondzanger op bij een optreden van David Bowie.
Kort na het verschijnen van Unicorn werd Took ontslagen. Contractueel zat de groep echter nog wel vast aan een tournee door de Verenigde Staten in augustus 1969. Die verliep desastreus. De muziek van het duo maakte geen enkele indruk tussen de harde popmuziek van de andere groepen die aan de tour meededen. Took was continu stoned en deed soms vreemde dingen op het toneel, zoals zichzelf geselen met een broekriem. Bolan en Took namen noch op de heen-, noch op de terugreis hetzelfde vliegtuig. Op de heenreis had Took zich verslapen en moest hij mee met een latere vlucht. Op de terugreis kwam hij helemaal niet opdagen. Drie weken later werd hij uitgewezen uit de VS. De politie had hem opgepakt toen hij onder invloed van lsd op een snelweg wandelde.
In oktober 1969 ging Tyrannosaurus Rex in een nieuwe bezetting van start, nu met Mickey Finn in plaats van Steve Peregrin Took.

## Na Tyrannosaurus Rex
Took vormde met Twink (die later nog een blauwe maandag heeft gedrumd bij The Pretty Things), diens vriendin Silva Darling en Mick Farren de groep The Pink Fairies. Al gauw bleek dat de leden van de groep muzikaal niet op één lijn zaten. Het jaar daarop, 1970, kreeg de groep een nieuwe bezetting. Took viel buiten de boot.
In februari 1970 vormde Took met drie andere muzikanten de groep Shagrat, vernoemd naar een Ork uit In de Ban van de Ring. De groep hield het een jaar uit, maar verloor onderweg wel een van zijn leden. Er zijn een paar platenopnamen van de groep gemaakt, die pas in de jaren negentig werden uitgebracht.
In de jaren 1971 en 1972 toerde Took als solozanger, waarbij hij zichzelf begeleidde op een akoestische gitaar. Soms trad hij gratis op, zoals bij een vredesfestival in Aldermaston. Af en toe viel hij in bij zijn oude groep The Pink Fairies.
In 1972 werd Took benaderd door Tony Secunda, die zojuist was ontslagen als manager van T. Rex. Secunda koesterde enige rancune jegens Bolan en wilde proberen van Took een grote ster te maken, die met Bolan kon concurreren. Met een aantal oude vrienden, onder wie leden van The Pink Fairies en Syd Barrett, maakte Took een aantal opnamen in het souterrain onder het kantoor van Secunda. Geen van de opnamen bracht het tot een plaat, vooral dankzij de hyperkritische houding van Steve Peregrin Took. In 1995 werden ze echter uitgebracht op een lp getiteld The Missing Link to Tyrannosaurus Rex. Secunda wist wel te bereiken dat Took royalty’s kreeg voor de platen die hij had gemaakt in zijn tijd met Bolan.
In de jaren 1973-1976, nadat hij had gebroken met Secunda, maakte Took deel uit van een aantal groepen met een sterk wisselende bezetting. In 1976 dook hij op als leider van een eigen groep, Steve Took’s Horns. Took droeg tijdens optredens een hangertje in de vorm van een hoorn aan een ketting om zijn hals. De groep was een trio; de andere leden waren Trevor Thoms en Dino Ferari. Ook deze groep maakte een aantal platenopnamen die pas in de jaren negentig werden uitgebracht. In 1978 ging de groep uit elkaar.
De breuk had geen diepe wonden geslagen, want in de volgende jaren viel Took verschillende malen in bij Inner City Unit, de nieuwe groep van Thoms en Ferari.

## Tooks dood

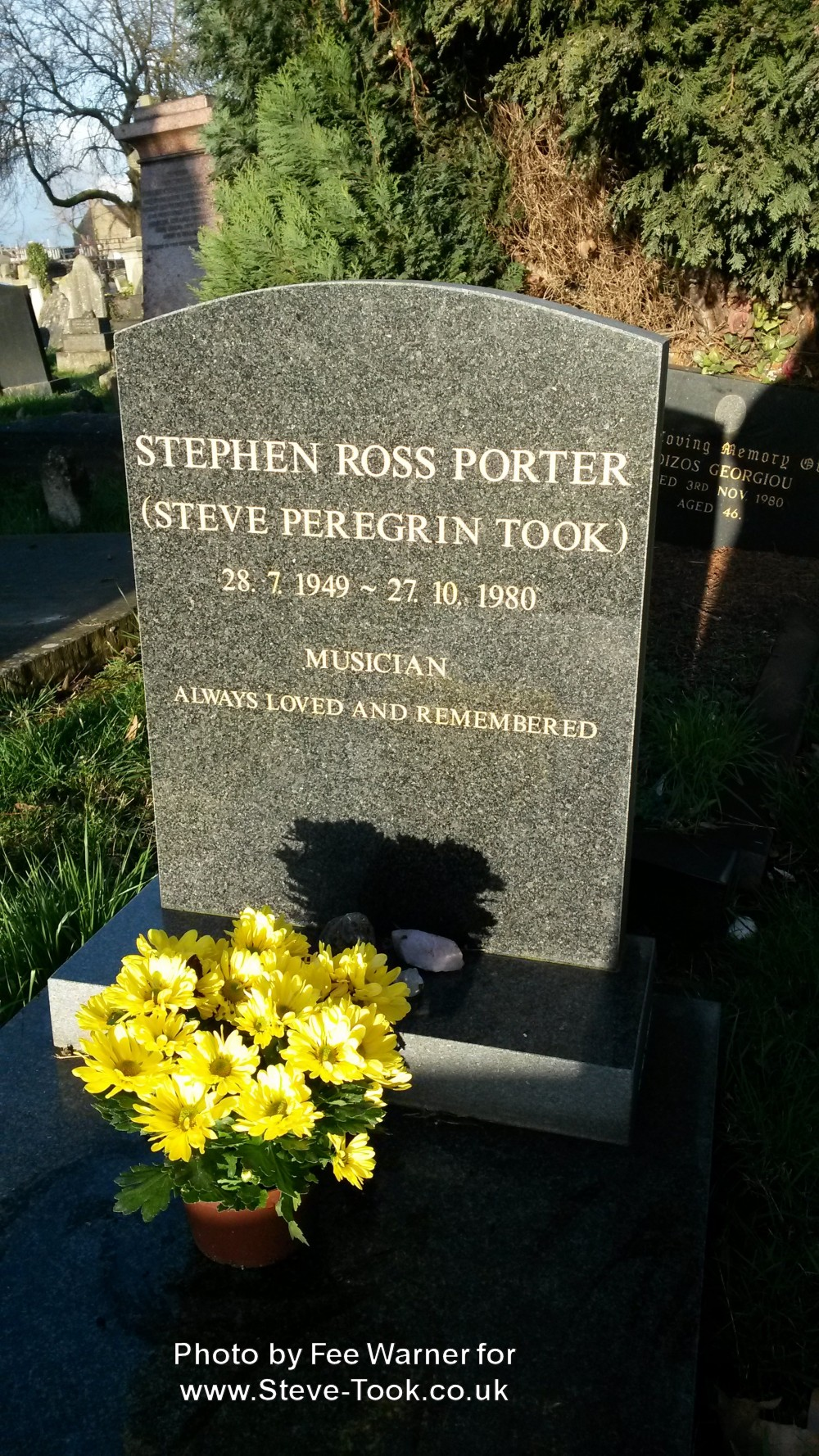
Het graf van Steve Peregrin Took

Steve Took overleed op maandag 27 oktober 1980 in een appartement in North Kensington dat hij deelde met een vriendin, Valerie Billet. Volgens de officiële documenten was hij gestikt in een kersenpit, maar de avond tevoren had hij zichzelf nog een morfine-injectie gegeven, dus gaat nog steeds het gerucht dat hij eigenlijk is overleden aan een overdosis drugs. Hij ligt begraven op het Kensal Green Cemetery.
Op de plaats waar Marc Bolan in 1977 bij een auto-ongeluk om het leven kwam, is later een gedenkplaats ingericht, Marc Bolan's Rock Shrine. In 2005 werden hier gedenkplaten aangebracht voor vijf mensen die een rol hadden gespeeld in zijn leven, maar inmiddels waren overleden. Dat waren zijn vrouw June Child en vier ex-leden van T(yrannosaurus) Rex: Steve Peregrin Took, Steve Currie, Mickey Finn en Dino Dines.